# Buddelundiella insubrica
Buddelundiella insubrica är en kräftdjursart som beskrevs av Karl Wilhelm Verhoeff 1938. Buddelundiella insubrica ingår i släktet Buddelundiella och familjen Buddelundiellidae. Inga underarter finns listade i Catalogue of Life.